# 淨瑠璃 (日本傳統藝能)
淨瑠璃（日语：／ Jōruri）是一種日本說唱敘事曲藝，通常使用三味線伴奏。淨瑠璃流派現在共有8個，包含義太夫節、常磐津節、清元節等。浄瑠璃與日本傳統藝能人形劇文樂（人形浄瑠璃）不盡相同。淨瑠璃起源於中世紀末期《御伽草子》其中的《浄瑠璃十二段草子》。

## 關連項目
- 近世邦樂
- 文樂